# علي بن المأمون
عَلِيُّ بن عبدُ الله المأمُون بن هارُون الرَّشيد بن مُحَمد المِهْدِيّ بن عبدِ الله المَنْصُور العبَّاسِيُّ الهاشِميُّ القُرشيُّ (توفي في أوائل القرن التَّاسع المِيلادي) هو أميرٌ عبَّاسِيّ، وابن الخليفة عبدُ الله المأمُون، كان المأمُون يُحبه ويؤثره على إخوته، وكان ذو فصاحة وأدب وحُسن خُلق، وعُرف عنه زُهدُه وتواضعه وتوبتُه من حياة الأُمراء والعيش المُترف، وابتعد عن أنظار المأمُون حتى مرض واعتلَّ وتُوفي في عهد أبيه.

## نسبه
هو عَلِيُّ بن عبدُ الله المأموُن بن هارُون الرَّشيد بن مُحَمَّد المِهديّ بن عَبدُ الله اَلمَنْصُور بن مُحَمَّد بن عَلِيّ بن عَبدِ الله بن العَبَّاس بن عَبد المُطَّلِب بن هاشِم بن عَبد مَناف بن قُصي بن كِلاب بن مُرة بن كَعب بن لُؤي بن غالِب بن فَهر بن مالِك بن النَّضر بن كِنانة بن خُزَيمة بن مُدرِكة بن إلياس بن مَضَر بن نِزار بن مَعد بن عدنان.

## سيرته الشخصية
كان الخليفةُ المأمُون يُحب ابنه عَلِيّ حُبًا شديدًا، ويُقدمه على جميع أبنائه، وكان من أفاضل الناس وأحسنُهُم خُلُقًا، وذو أدبٍ وفصاحة، ويصفه عبد الحميد بن محمد، وهو أحد الرُّواة: «وكنتُ إذا دخلت الدار أميلُ إليه فأسلم عليه، فأرى معهُ حياءً وبشاشة، ولا أرى فيهِ كِبرًا ولا عِزًا، يُضاحك خدمُه، ويُلاطف جُلسائه، ثم أسخى من رأت عيناي، وأحسنهُ خُلُقًا، وأطيبهُ نفسًا، وكنت إذا رأيته لا أكاد أصرف وجهي عنه من حُسنه وجماله».

### سبب زُهدُه
ويروي مولاهُ شاكِر عن حادثة تُبين سبب زُهدِه، قائلًا: «كان في يوم صائف شديد الحر، لهُ سُموم في فقبَّة الجيش، فأتاه يمنٌ الخادمُ فقال: يا سيدي! أميرُ المُؤمِنين يدعوك، قد دعا بطعامِه وهو ينتظرُك» فرد عليه عَلِيٌّ: «ويحك! الحرُّ شديد ويُؤذيني، وأكره الخُروج، فارجع فأعلمهُ أنك وجدتني نائمًا»، فمضى الخادم إلى الخليفة المأمُون، إلا أنه سرعان ما جاء إلى عَلِي وقال له: «قد قال (أي المأمُون): أدخُل عليه ونبِّههُ»، فكان مُتعلقًا بابنه، حتى قام عَلِيٌّ وهو كاره، فحضر الطعام، ثم جلس المأمُون إلى ندُمائه وكان شراب النَّبيذُ حاضِرًا، فانصرف عَلِيّ من القَصْر وكان لا يشرُب أبدًا، وأمر أن يُفرش له في بعض الإطلالات المُطلة على دَجْلة، وألقى فيه الماء والثلج والعُطور، وجلس على سرير عليه شِعار، وهو ينظر إلى الناس وإلى النَّهر، ودعا بمواليه ونُدمائه. فبينما هو كذلك، إذ نظر إلى حمَّال قد أقبل عند الزوال، عليه دُرَّاعة صُوفٍ بيضاء بالية، بلا قميصٍ تحتُها، ولا سراويل عليه، وقد شدَّ على قدميه خِرًا من الحر، وكان في حالٍ يُرثى لها، فأتى دَجْلة وجلس في إحدى السُّفُن، وكان الأميرُ عَلِيًا ينظُر إليه من مسافة ولم يصرف عنه بصرُه، فوجد الرَّجُل تناول مِلحًا قد نثرهُ على خبزٍ له، وبدأ يحمدُ الله على ما به من حال، وهو يزيد من شُكرُهُ لله، ثم أرسل عَلِيّ أحد غُلمانه وطلب منهم أن يُقدِمُوه عليه، وأن يتلطُّفوا به ولا يُرعبوه، وبعد جدالٍ من الغُلمان والرُّجل الذي كان كارِهًا على حمل متاعًا من قصر الأمير، بدأ يُردد آيتي {وَعَسَى أَنْ تَكْرَهُوا شَيْئاً وَهُوَ خَيْرٌ لَكُمْ} [البقرة: ٢١٦] {فَعَسَى أَنْ تَكْرَهُوا شَيْئاً وَيَجْعَلَ اللَّهُ فِيهِ خَيْراً كَثِيراً} [النساء: ١٩].
فأدخله الغلام القصر ثم أصعده حتى أوقفه بين يدي الأمير على هيئته فأمره بالقعود فقال له الندماء: أيها الأمير! من هذا حتى تأمره بالقعود مع وسخه ونجاسته؟ قال: اسكتوا. ثم قال: من أهلها أنت؟ قال: نعم قال: ما صناعتك؟ قال: ما ترى الحمل قال: وكم عيالك؟ قال: نحن عيال الله لي والدة عجوز مقعدة وأخت عمياء زمنة قال: فأهل وولد؟ قال: مالي أهل ولا ولد. قال: فكم يكون الكسب؟ قال: على قدر ما أرزق إلا أنه لا ينصرم يوم إلا ونحن في كفاية من فضل الله تعالى قال: فتطيق الحمل كل يوم؟ قال: إذا صليت الفجر خرجت فتعرضت للرزق إلى وقت الزوال ثم أتفرغ لنفسي إلى فراغي من صلاة العصر وأجم نفسي من العصر إلى الليل قال: أفليس تكون بالليل جماما؟ قال: إن أجممت نفسي بالليل تركني فقيرا يوم القيامة.
ففطن لها علي فقال: إني رأيتك تأكل وحدك كيف لا تأكل مع والدتك وأختك؟ قال: إنهما يصومان فأجعل عشائي مع فطرهما. قال: أخرج الكسر ففتح جرابه فأخرج منه كسرا يابسة أسود وأحمر وأبيض فنظر إليها الأمير ساعة يتأملها متفكرا ثم قال: يا شاكر إيتني بخمسة آلاف درهم صحاح فأدفعها إليه ليصلح بها حاله. قال: أيها الأمير! أنا غني عنها لا حاجة لي فيها فجهد به على أن يأخذها فأبى. يتني بخمسة آلاف درهم صحاح فأدفعها إليه ليصلح بها حاله قال: أيها الأمير! أنا غني عنها لا حاجة لي فيها فجهد به على أن يأخذها فأبى. قال الأمير: فلي إليك حاجة قال: ما حاجة مثلك إلى مثلي؟ قال: في حاجة مهمة فأخذ بيده فأدخله بعض غرفه وخلا معه وقال: «هذا! قد عرفت حالي وقصتي وموضعي وما أنا فيه من هذا الملك نعيم الدنيا ولذاتها فادع الله تبارك وتعالى أن يزهدني في الدنيا يرغبني في الآخرة»، فنظر إليه الرَّجُل وقال: «يا حبيبي! مالي عند الله من المنزلة أدعوه إلا أن بعض الحكماء يقول: من خاف شيئا أدلج افرض إلى نفسك كل يوم وساعة شيئا معلوما من خصال الخير فإنك إذا فعلت لك جاءتك العزيمة بالعون من الله تعالى على ذلك ولا تؤخر عمل يومك لغد ولا تكلف نفسك ما لا طاقة لها به وأكثر ذكر الموت فإن ذكره يكثر القليل ويقلل الكثير وعليك بتقوى الله تعالى وطاعته واجتناب معاصيه ثم رفع يديه وطأطأ رأسه ودمعت عيناه وقال: يا من رفع السماء بقوته ودحا الأرض بمشيئته وخلق الخلائق بإرادته واستوى على العرش بقدرته يا مالك الملك وجبار الجبابرة وإله العالمين ومالك يوم الدين! أسألك برحمتك وجودك وقدرتك أن تخرج حب الدنيا من قلب عبدك عبد الله علي وتوفقه لطاعتك من الأعمال التي تقر به إلى مرضاتك وتجنبه معاصيك وتختم لنا وله برضوانك وعفوك يا أرحم الراحمين». فدمعت عينا علي وبكى فأكثر. ثم قال للحمال: لو قبلت منا شيئا! قال: لا أريده وحاجتي أن تُعجل سراحي، فأمره بالخروج وخرج الحمال من عنده.
وانصرف الأمير عَلِيٌّ إلى موضعه وهو مُتفكر وقد ذهب نشاطُه، ثم التفت إلى ندمائه فقال: يا قوم! لو شهدتم طعام أمير المؤمنين ورأيتم ما يرفع ويوضع من صنوف الأطعمة ثم جعل يصف ذلك الطعام ثم قال: لو رأيتم الطعام الذي يخبز قد تنوق في بياضه وجودته وطحنه ثم ينخل بالشعر ثم ينخل بالكرابيس ثم ينخل بالحرير حتى يبقى مخه فقط توقد ناره بالقصب فإذا سكن وهجه بخر التنور بالعود القماري وخبز بصنوف الطعام - ثم وصف ما يتخذ له من صنوف الألوان من الحار والبارد والرطب واليابس والحلو وغير ذلك - وهذا الحمال طعامه ما قد رأيتم ومائدته طبق من سعف النخل ثم طأطأ رأسه وجعل ينكت بأصبعه على الحصير ساعة. ثم قال: يا غلام! ائت منيبا خازن الكتب فمره يخرج لي سيرة عمر بن الخطاب رضي الله عنه. فأتاه به فجعل ينظر فيه فقال: اسمعوا ما كان طعام أمير المؤمنين عمر بن الخطاب: عراق لحم الإبل مطبوخ بماء وملح وأقراص من شعير غير منخول فقيل له يا أمير المؤمنين! لو أكلت غير هذا الطعام فقد وسع الله على المسلمين فقال: هاه! إن الله - تبارك وتعالى - عيَّر قوما بأكلهم بقوله: {أَذْهَبْتُمْ طَيِّبَاتِكُمْ فِي حَيَاتِكُمُ الدُّنْيَا} [الأحقاف ٢٠] . فجعل يصف لهم سيرة عمر بن الخطاب - رضي الله عنه - وتدمع عيناه. فلما فرغ قال: يا غلام! قل لمنيب يخرج لي سيرة عمر بن عبد العزيز. فأخرج إليه فجعل ينظر فيه ويصف لندمائه ثم قال: أبعد الله بطنا يعقب صاحبه ندما يوم الحسرة في عرصة القيامة.
ثم يُتابع عَلِي بن المأمُون قائلًا: هذا عبد الله بن عمر - زين أبناء الصحابة - اشتهى عنبا فلم يذقه. وهذا سعيد بن المسيب - زين التابعين - يقول: ليت أن الله جعل رزقي في مص حصاة فقد استحييت من كثرة الاختلاف إلى الحش، وهذا الربيع بن خيثم اشتهى خبيصا فلم يذقه، وهذا مالك بن دينار هذا فلان هذا فلان فجعل يذكر وتدمع عيناه. ثم قال: ترى القوم لم يشتهوا طيب الطعام؟! ولكنهم زهدوا عن الفاني للباقي وباعوا القليل بالكثير وصبروا في دنياهم فنالوا الذي طلبوا خرجوا من الدنيا خماصا جياعا حفاة عراة فلم تأكل الأرض منهم شحما ولا لحما بليت الجلود على العظام والعروق.
ثم أخرج الأمير عَلِيٌّ ساعدا كأنه قضيب فضة مستديرة شحما ولحما فقال: إن هذا الساعد مع هذا البدن ربي بالأطعمة والأشربة التي وصفت لكم من الطعام والشراب ليبلى في التراب كما يبلى ساعد الحمال، ثم أرسل عينيه فبكى فأكثر البكاء ونحن قيام على رأسه. ثم قال: يا غلام! ارفع هذه الآلة قبحها الله فما أموتها للقلوب وأضرها وأذلها فرفعت وصرف الندماء والخدم والغلمان، وبقي وحده متفكرا لا يأذن لأحد عليه حتى إذا مضى بعض الليل ناداني: يا شاكر! قلت: لبيك أيها الأمير! قال: دونك الخزائن فاحفظها مع جميع ما في الدار فإني منطلق إلى سيدي - وأنا أظن أنه يعني بسيده أباه -. فخرج علي وعليه إزار قد أخذه على رأسه ونعل طاق قد وضعها في رجله وقال: لا يتبعني منكم أحد بشمع فخرج ومعه غلام صغير وتخلف عنه الخدم والغلمان، ويُتابع الرَّاوي قائلًا: فلما أصبحنا افتقدنا الغلام إلى ارتفاع النهار فجاء الغلام فسألته عنه فقال: لم يدخل دار أمير المؤمنين ولكنه أخذ نحو الدجلة وقال لي: قف موضعك هذا لا تبرح فلا أدري أين ذهب إلا أنه دنا من ملاح فناوله دنانير وقال: لي حاجة مهمة بواسط فتعجل بي وهو لا يعرفه فأدخله الزورق ومضى به إلى واسط.
ثم ما أن جلس في واسِط، حتى خرج إلى البَصْرة، وقد تنكَّر بلبس الخشن، واشترى طبقًا كهيئة ما رأى من زيّ الحمَّال، وجعل الطبق على عاتقه يعمل على مقدار قوته يحمل على رأسه بالقطع والكسر لا يرد ما أعطى بالنهار صائم يحمل على رأسه وبالليل قائم يصلي يمشي حافيا حتى تقطعت رجلاه يبيت في المساجد يتخللها كي لا يفطن به، وما زال على هذه الحال يعمل ويعبد ربُّه سِنين.

## وفاته
قد أرسل الخليفة المأمُون كِتابًا في الآفاق وإلى جميع العُمال في كل بلدة بالعثور على ابنهِ عَلِيّ الذي غاب عن عينيه واختفى، وبثَّ العُيون بهدف إيجاده، إلا أن ذلك لم يجدي نفعًا، حيث كان مُتنكرًا بزيّ الحُمَّال وقد زهد في الحياة والعيش المُترف، وكان يتنقَّل بين المساجد، حتى مرض وتغيَّرت حالُه، فلما اشتدت به العلَّة، دخل بعض الخانات بالبصرة فاستأجر غرفة وألقى نفسه على بارية فلما أيس من نفسه، دعا صاحب الخان فناوله خاتمه ورقعة مختومة فقال: يا هذا! إذا أنا قضيت نحبي فاخرج إلى صاحبكم - يعني الوالي - فأره خاتمي وعرفه موضعي وناوله هذه الرقعة. فمات من ساعته رحمه الله.
فلما قضى عَلِيُّ بن المأمُون المنيَّة، خرج صاحب الخان نحو باب الأمير فصاح قائلًا: النصيحة، فأدخل إلى الحاكِم، وأراه الخاتم، فلما نظر إليه الوالي عرفه وقال: ويحك أين صاحب الخاتم؟ قال: في الغرفة في الخان ميت وناوله الرقعة مختومة مكتوبا عليها: لا يفكها إلا المأمون أمير المؤمنين. فركب الأمير حتى أتى الخان وحوله إلى قصره وطلى عليه الكافور والمسك والعنبر ولفه في قباطي مصر وحمله في الماء إلى المأمون وكتب إليه يعرفه قصته وأنه وجده في غرفة على بارية في بعض الخانات ما تحته مهاد ولا عنده باكية مسجى مغمض العينين مستنير الوجه طيب الرائحة. قال: وبعث إليه خاتمه ورقعته.
فلما وصل كتابه إلى أمير المؤمنين وأدخل جسدُ عَلِيٌّ عليه، قام فكشف عن وجهه، وانكب عليه يقبله ويبكي حزينًا عليه أشد الحُزن، ووقعت الصيحة والضجيج في الدار. ثم فك الرقعة فإذا فيها مكتوب بخطه: يا أمير المؤمنين! اقرأ سورة الفجر إلى رابع عشرة آية فاعتبر بها واعلم أن الله مع الذين اتقوا والذين هم محسنون. ثم أمر المأمون فغسل وكفن وأخرج ليدفن، والمأمون يمشي حتى صلى عليه فلما وضع في حفرته أمر الخدم فقال: اخرجوا من القبر ثم اطلع في القبر فقال: يا بني! رحمك الله وأعطاك أمنيتك ورجاءك إِنِّي لأَرْجُو أَنْ يَكُونَ اللَّهُ تعالى قد أسعدك ونفعني بك فنعم الولد كنت جمع الله بينك وبين ابن عمي المصطفى صلى الله عليه وسلم ورزقني الصبر عليك.
ثم قال: سوؤا عليه فدخل الخدم فأطبقوا عليه ألواحه ثم قال: أهيلوا عليه التراب وهو واقف يصيبه الغبار والخدم قيام معهم المناديل يردون عنه الغبار فقال: إليكم عني! يبلى علي في التراب وتردون عني الغبار؟. ثم قال: اللهم! ثبته بالقول الثابت وأشهدك أني راض عنه يا أرحم الراحمين - والرقعة في يده لا يضعها -.
فدعا محمد بن سعد الترمذي فأمره أن يقرأ سورة الفجر فجعل يقرأ والمأمون يبكي حتى بلغ {إِنَّ رَبَّكَ لَبِالْمِرْصَادِ} [الفجر: ١٤] فأمسك، فتصدق عنه بألف ألف درهم وأمر بعرض السجون وأطلق عنهم وكتب إلى العمال بإنصاف الرعية ورد المظالم ونزع عن أمور كثيرة وبقي بعده لا يذكره إلا بكى وهو مكروب لا يرتاح للذة ولا لشهوة وينتاب مجلسه الفقهاء يبصرونه ويعظونه، ولم يزل المأمُون على حاله هذه حتى تُوفي.

### فهرس المنشورات
1. 1 2  ابن قدامة (2001)، ص. 201.
2. ↑  ابن قدامة (2001)، ص. 202.
3. ↑  ابن قدامة (2001)، ص. 202 - 203.
4. ↑  ابن قدامة (2001)، ص. 2003.
5. ↑  ابن قدامة (2001)، ص. 203 - 204.
6. ↑  ابن قدامة (2001)، ص. 204 - 205.
7. ↑  ابن قدامة (2001)، ص. 205 - 206.
8. 1 2 3  ابن قدامة (2001)، ص. 206.
9. ↑  ابن قدامة (2001)، ص. 206 - 207.
10. ↑  ابن قدامة (2001)، ص. 207.

### معلومات المنشورات كاملة
الكتب مرتبة حسب تاريخ النشر
- ابن قدامة (2001)، التوابين (دار الكتاب العربي، ط 6، 2001) (ط. 6)، بيروت: دار الكتاب العربي، QID:Q124498415{{استشهاد}}:  صيانة الاستشهاد: ref duplicates default (link)